# Network to Network Interface
Ein Network to Network Interface (NNI, auch Network Node Interface) ist in der Kommunikationstechnik der Anglizismus für eine Schnittstelle zwischen Netzwerken (Netzknoten). Dabei kann es sich um die Schnittstelle zwischen öffentlichen Netzen handeln (Public NNI), aber auch zwischen öffentlichen und privaten Netzen.

## NNI in der Telekommunikation
In der Telekommunikation ist ein NNI Interconnection eine Kopplung zweier Telekommunikationsnetze. Nach dem OSI-Modell befindet sich die Verbindung auf der 2. Schicht. 
Da es keinen Telekommunikationsanbieter gibt, der alle Ziele durch sein eigenes Netz erreichen kann, schließen sich Anbieter zusammen und koppeln ihre Netze, um eine größere Netzabdeckung zu erzielen bzw. kostengünstiger Lokationen anzubinden, die sich nicht im eigenen Netz befinden.